# 대한민국의 자동차 산업

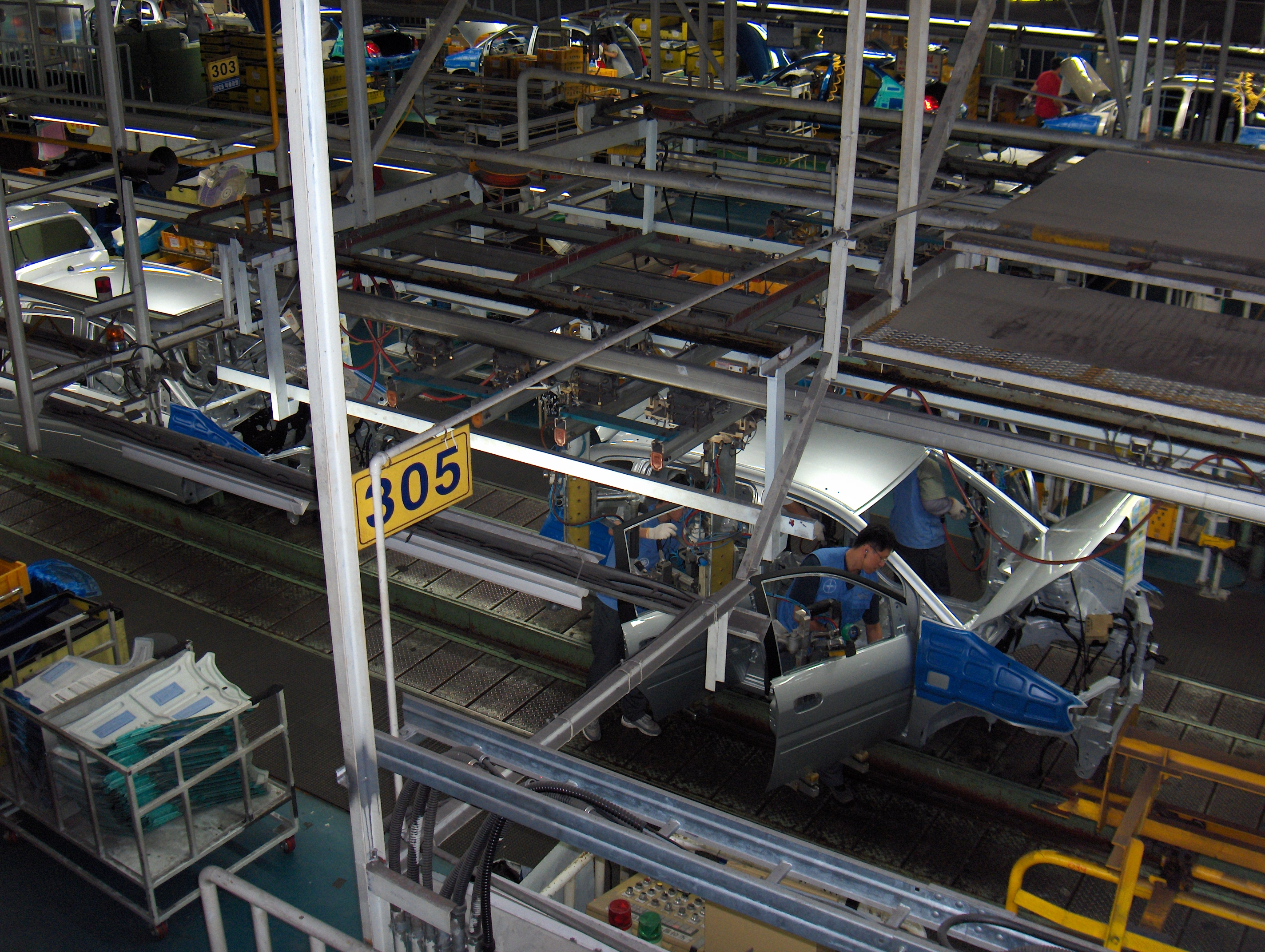
울산광역시의 현대자동차 공장의 조립 라인

대한민국의 자동차 산업은 2015년 현재 세계 자동차 생산량에서 다섯 번째로 크다. 초기에는 거의 외국에서 수입한 부품의 조립으로 운영되었으나, 1990년대 이후 대한민국은 세계에서 가장 발전된 자동차 생산국 중의 하나이다. 1988년 연간 국내 생산량이 100만 대를 초과하였으며, 1990년대에는 디자인, 퍼포먼스, 기술 측면에서 그 능력을 입증할 뿐만 아니라, 그 완숙함을 나타내는 모델을 생산하였다.
현재 대한민국의 기반으로 하는 자동차 기업으로는 기아, 르노코리아, KG모빌리티, 어울림모터스, 현대자동차, 타타대우상용차, 한국GM 등이 있으며, 과거에는 AD모터스 등의 브랜드들도 가지고 있었다.

## 역사

### 기원
대한민국의 자동차 산업의 역사는 1955년 8월에 최무성과 그의 두 동생이 드럼통과 폐기된 지프의 부분을 이용하여 만든 미군의 지프 스타일의 차체에 지역화된 지프 엔진을 탑재한 시발 자동차를 출시하면서 시작되었다.
자동차 공업을 발달시키 위해 박정희 정부는 1962년에 "자동차 진흥 정책"을 발표하였고, 자동차공업보호법을 시행하였다. 외국의 자동차 제조 업체는 지역 업체와의 조인트 벤처 형태를 제외하고는 대한민국 국내에서 사업을 하는 것이 금지되었다. 정부의 이러한 정책은 다른 산업 분야에서 창립된 기업이 자동차 산업에 진출하여, 신생 업체를 창립하는 것을 야기하였다. 경성정공(이후 기아자동차로 명칭 변경)은 마쓰다와의 기술 제휴를 맺고 1962년 자동차 조립을 시작하였다. 새나라자동차가 1962년 닛산 자동차와의 기술 제휴로 설립되었다가 폐업 후 1965년 신진공업에 인수되어 1966년 신진자동차공업이 되었다. 1962년 설립된 동방자동차공업은 하동환자동차제작소와 합병하여 1963년 하동환자동차공업(이후 쌍용자동차로 명칭 변경)이 되었다. 아시아자동차공업(이후 기아그룹에 인수)이 1965년 창립되었고, 현대자동차가 1968년 포드 모터 컴퍼니와의 기술 제휴로 설립되었다. 그러나 이들 자동차 회사들은 해외에서 부품을 수입해 조립하는 업체일 뿐이었다.
| 자동차 회사           | 제휴 기업        | 원래 차종       | 라이센싱 생산 차종 |
| --------------------- | ---------------- | --------------- | ------------------ |
| 새나라자동차          | 닛산 자동차      | 닛산 블루버드   | 새나라             |
| 신진자동차공업        | 토요타 자동차    | 토요타 코로나   | 신진 코로나        |
| 신진자동차공업        | 토요타 자동차    | 토요타 크라운   | 신진 크라운        |
| 신진자동차공업        | 토요타 자동차    | 토요타 퍼블리카 | 신진 퍼블리카      |
| GM코리아              | GM               | 홀텐 LJ 토라나  | 시보레 1700        |
| GM코리아              | GM               | 오펠 레코드     | 레코드 1900        |
| 아시아자동차          | 피아트           | 피아트 124      | 피아트 124         |
| 기아산업(현 기아)     | 마쓰다           | 마쓰다 K360     | 기아 K-360         |
| 기아산업(현 기아)     | 마쓰다           | 마쓰다 T600     | 기아 T-600         |
| 기아산업(현 기아)     | 마쓰다           | 마쓰다 패밀리아 | 기아 브리사        |
| 기아산업(현 기아)     | 피아트           | 피아트 132      | 피아트 132         |
| 새한자동차(현 한국GM) | 이스즈 자동차    | 이스즈 제미니   | 새한 제미니        |
| 현대자동차            | 포드 모터 컴퍼니 | 포드 코티나     | 현대 코티나        |

### 1970년 ~ 1990년
1970년 토요타 자동차는 신진자동차와의 관계를 지속하는 것을 주저하기 시작했고, 1972년에 토요타와의 관계가 청산된 이후에, 신진자동차는 제너럴 모터스(GM)와의 조인트 벤처를 체결하여,  1976년에 새한자동차로 이름을 바꾸는 제너럴 모터스 코리아를 설립하여 부평공장을 인천시에 설립된 한편 기아산업(현 기아)은 소하리 공장을 광명시에 설립하였다.

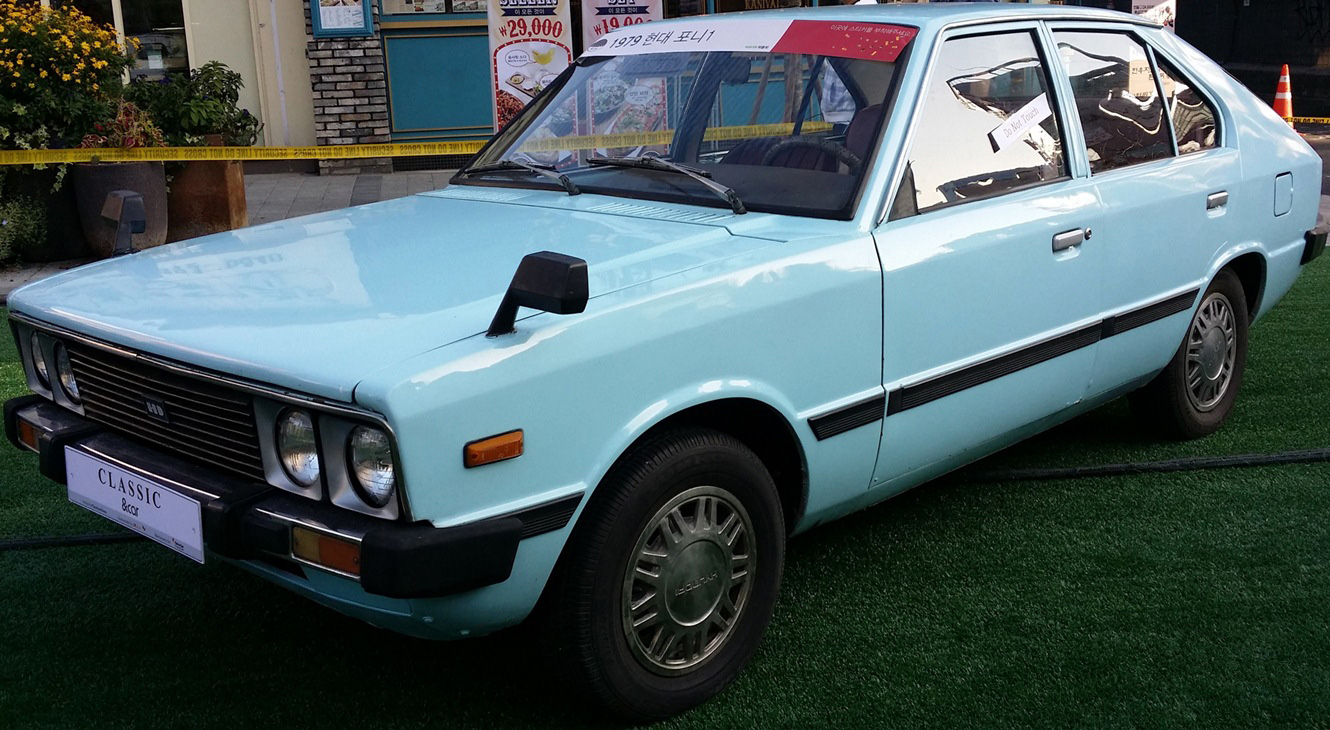
대한민국 최초의 자체 개발 자동차인 현대 포니

대한민국에서 최초로 개발된 자동차인 현대 포니가 1975년 생산되었으며, 현대 자동차는 이를 위하여 조지 턴불(George Turnbull)을 부사장으로 영입하였다. 현대 포니는 다음을 포함하는 협력적 작업의 결과였다.
- 이탈디자인의 차체 디자인
- 미쓰비시 그룹의 변속기와 엔진
- 퍼킨슨의 기술 이전
- 오기하라 금형 회사의 차체 모델링
- 프랑스의 프레스 기계
- 바클리스와 프랑스 Suez에서의 자금

현대는 또한 1976년부터 1982년 사이에 콜롬비아 베네수엘라, 에콰도르 등 남미 국가에 포니를 수출하여, 대한민국 자체 개발 자동차를 최초로 수출하였다. 1977년 현대 포니 픽업이 팔리던 코스타리카의 모터스 테크노는 중앙 아메리카에서 최초의 현대 자동차 배급 업체가 되었고, '봉고 신화'를 이룩한 기아산업(현 기아)이 일본 마쓰다의 '봉고'를 국산화하여 시장 점유율 1위를 기록한 흑자 기업으로 군림하였다.
1982년 대우 그룹은 새한 자동차의 경영권을 인수하여, 1983년 대우자동차로 이름을 변경하였다. 그러나 대한민국 자동차 산업은 2차 오일 쇼크와 그로 인한 경기 침체로 타격을 입었다. 정부는 1982년 네 개의 주요 자동차 업체의 과도한 경쟁을 방지하기 위한 "자동차 산업 합리화 조치"를 시행하여 이 상황을 타개하려고 하였다. 또한 정부는 자동차의 자동차 수입의 자유화를 당분간 보류하였다.
1970년대에는 자동차 부품의 지역화가 주요 과제였다면, 1980년에는 수출 지향의 산업을 위한 대량 생산 체제를 개발하는 것이 주요 과제가 되어, 현대 자동차는 엑셀로 1986년 미국 시장에 진출하였고, 진출 첫 해에 126,000대를 팔아 미국에서 가장 많이 팔린 자동차가 되었다. 포춘은 엑셀을 그 저렴한 가격을 이유로 "베스트 제품 10"의 후보에 올렸다.
더욱이, 1986년에 출시한 대우자동차(현 한국지엠)의 '르망'의 경우, 미국 제네럴 모터스가 주도한 월드카 프로젝트의 일환으로, 경쟁사보다 북미 자동차 안전 기준에 대응하기 위해, 고성능 브레이크 시스템을 비롯한, 높이 조절이 가능한 하이브리드식 안전벨트와 충돌 시 도어가 차체 바깥쪽으로 나가며 뒷자석 도어의 잠김을 방지하는 설계까지 적용하는 등 탁월한 안전성이 높은 소형차로서, 누적 판매율 1위를 탈환하는 기염을 토하여, 차종의 다변화 차원에서 3도어 레이서와 5도어 펜타파이브 등 파생형 해치백 모델을 출시한 바 있다.

### 1990년 ~ 현재
현대자동차의 미국에 대한 누적 수출량은 1990년대 100만 대를 초과하였다. 1992년 스쿠페터보는 파익스 피크 힐 클라임 랠리(Pikes Peak Hill Climb Rally)에서 우승하였고, 1993년 엘란트라는 오스트레일리아에서 "1993년 베스트 카"에 선정되었다. 엑센트는 캐나다 베스트 바이 어워드(Best Buy Award)를 수상하였고 아반떼는 또한 그해 아시아 퍼시픽 랠리에서 우승하였다.
엑셀의 낮은 품질은 미국 시장에 현대에 대한 부정적인 이미지를 심어 주었고, 시간이 지나자 분명하게 나타났다. 또한 비용을 줄이려는 노력으로 인하여 품질과 신뢰성은 타격을 입었다. 현대에 대한 미국에서의 좋지 않은 평판으로 인하여 판매는 급격하게 떨어졌으며, 자동차 판매 업자들은 현대차의 판매를 거부하였다. 세계에서 가장 큰 시장에서의 실적 하락 속에서 현대는 품질과 디자인, 제조, 장기간의 연구에 과감히 투자하였고, 미국에서 10년 또는 100,000마일 보장을 추가하였다. 이러한 투자는 결실을 맺어 2004년에 JD 파워에서 실시한 조사에서 브랜드 품질에서는 혼다와 함께 토요타의 뒤를 이어 2위를 기록하였다.  
기아자동차는 1997년 재무적 어려움을 겪어, 대한민국이 아시아 금융 위기에 편입되는 것에 일조하였으며, 부실 기업 회생을 위한 자구노력의 일환으로, 전륜 구동 방식의 다목적 미니밴인 '카니발'을 출시하면서, 누적 판매율 1위를 달성하여, 1999년 현대자동차에 인수되었다. 한편 1995년 삼성 그룹은 자동차 산업에 진출하여 삼성자동차(현 르노코리아)를 설립하였다. 1998년 자동차를 판매하기 시작하였으나, 그 해는 아시아 금융 위기가 대한민국을 강타한 때였다. 재무적인 어려움에 봉착하자 삼성은 2000년 자동차 사업부문을 르노에 매각하였고, 삼성자동차는 청산되었다. 삼성은 또한 1996년에 삼성상용차를 설립하여 대형 자동차 시장에도 진출하였으나, 삼성상용차는 2000년에 파산하여 2002년에 청산되었다.
미국 최대의 자동차 재벌 기업인 제너럴 모터스가 기존 대우자동차의 승용차 파츠를 인수한 외국계 기업인 GM대우(현 한국지엠)가 2002년 10월 28일에 공식 출범하여 쉐보레, 뷰익 등으로 정식 수출을 시작했고, 2005년에 현대자동차는 앨라배마에 조립 공장을 설립하였다. 이 두 사건으로 대한민국의 자동차 산업은 더욱 북미 시장에 주력하게 되었다. 현대는 이어 1999년에 연산 30만대 첸나이공장 (현재는 82만대로 증강) 기아는 AP주 아난타푸르 연산 30만대 공장을 세워 인도시장 점유율 20%를 돌파 하였다. 현대 15% 기아 7% 점유율 수준이다.  

## 같이 보기
- 자동차 산업